# Rottenburg-Stuttgarti egyházmegye
A Rottenburg-Stuttgarti egyházmegye (latinul: Dioecesis Rottenburgensis-Stutgardiensis, németül: Bistum Rottenburg-Stuttgart) egy németországi római katolikus egyházmegye. 1828-ban alapították, területe Baden-Württemberg keleti felét fedi le.
Az egyházmegye a freiburgi érsek alá tartozik, jelenlegi püspöke Gebhard Fürst. Székesegyháza a rottenburgi Tours-i Szent Márton-katedrális, társszékesegyháza a stuttgarti Szent Eberhard-katedrális.

## Története

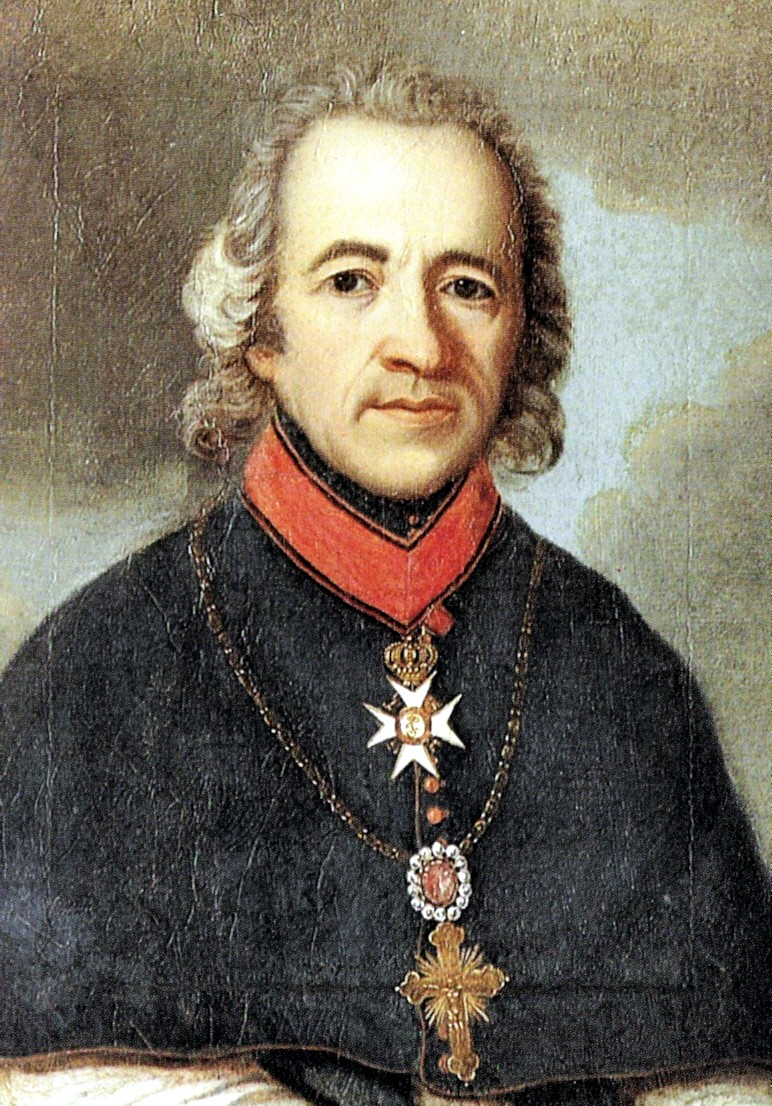
Johann Baptist von Keller, Rottenburg első püspöke

Az egyházmegyét hivatalosan 1821. augusztus 16-án VII. Piusz pápa hozta létre Provida Solersque kezdetű bullájával, mellyel rendezte az egykori Német-római Birodalom területén lévő egyházmegyék sorsát. A püspökség a Württembergi Királysághoz tartozott, területét a megszüntetett Konstanzi egyházmegyétől kapta. 
Székhelyét ekkor Rottenburg am Neckar városába tették, a jóval nagyobb Stuttgart ugyanis protestáns többségű lakossága miatt nem jöhetett szóba. Az első püspök azonban csak 1828-ban foglalta el hivatalát, ezért is szokták ezt a dátumot az egyházmegye alapításának tekinteni. Jelenlegi határait is ebben az évben húzták meg.
A 20. század elején, majd a második világháborút követő időszakban a területen megnőtt a katolikus lakosság aránya. Különösen igaz ez a tartományi főváros, Stuttgart vonzáskörzetére. Ennek eredményeként, az alapítás százötvenedik évében, 1978. január 18-án a stuttgarti Szent Eberhard-templomot társ-székesegyházi rangra emelték, az egyházmegye nevét pedig
Rottenburg-Stuttgartra változtatták.

## Egyházszervezet
Az egyházmegye Németország déli részén, Baden-Württemberg keleti felét fedi le közel 20 000 négyzetkilométeren. Területén 25 espereskerületben  1031 plébánia működik. 

## Az egyházmegye püspökei
- Johann Baptist von Keller (1828-1845)
- Josef von Lipp (1847-1869)
- Karl Joseph von Hefele (1869-1893)
- Wilhelm von Reiser (1893-1898)
- Franz Xaver von Linsenmann (1898), 1898. július 20-án nevezték ki rottenburgi püspöknek, de még felszentelése előtt meghalt.
- Paul Wilhelm von Keppler (1898-1926)
- Joannes Baptista Sproll (1927-1949)
- Carl Joseph Leiprecht (1949-1974)
- Georg Moser (1975-1988)
- Walter Kasper (1989-1999), 2001-től bíboros és a Keresztény Egységtörekvés Pápai Tanácsa elnöke.
- Gebhard Fürst (2000-2023)
- Klaus Krämer (2024-hivatalban)

## Szomszédos egyházmegyék
- Freiburgi főegyházmegye (délnyugat)
- Würzburgi egyházmegye (észak)
- Bambergi főegyházmegye (északkelet)
- Augsburgi egyházmegye (kelet)
- Sankt Gallen-i egyházmegye (dél)